# Alytaus arena
 (avril 2025).
Si vous disposez d'ouvrages ou d'articles de référence ou si vous connaissez des sites web de qualité traitant du thème abordé ici, merci de compléter l'article en donnant les références utiles à sa vérifiabilité et en les liant à la section « Notes et références ».
La Alytaus arena est une salle omnisports située à Alytus en Lituanie.

## Évènements
- Championnat d'Europe de basket-ball 2011